# 1731 год в литературе

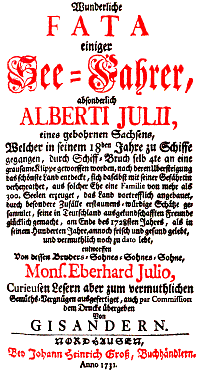
Титульный лист романа Иоганна Готфрида Шнабеля «Insel Felsenburg»

## События
- 1 января — в Лондоне начал выходить первый в истории неспециализированный ежемесячный журнал The Gentleman’s Magazine.
- 1 июля — Бенджамин Франклин основал первую в Америке публичную библиотеку.
- 20 августа — Юстус ван Эффен начал издавать альманах «De Hollandsche Spectator» («Голландский Наблюдатель»).

## Книги
- «История кавалера де Грие и Манон Леско» (Histoire du chevalier des Grieux et de Manon Lescaut) Антуа́на Франсуа́ Прево́
- Богословская работа Томаса Байеса "Divine Benevolence, or an Attempt to Prove That the Principal End of the Divine Providence and Government is the Happiness of His Creatures"ю
- Опубликовано сочинение Ралфа Кедворта «Treatise concerning eternal and immutable morality».
- Опубликованы «Мемуары французского двора за 1688—1689 годы» (Memoires de la Cour de France pour les annees 1688 et 1689) Мари-Мадлен де Лафайет.
- Дидактический роман Жана Террасона «Сетос, или История жизни, почерпнутая из памятников и свидетельств Древнего Египта».

## Пьесы
- «The Letter Writers», «Grub-Street Opera», «The Tragedy of Tragedies; or, The Life and Death of Tom Thumb» Генри Филдинга.
- «The London Merchant, or the History of George Barnwell» Джорджа Лилло.

## Родились
- 15 февраля — Жан-Луи Обер, французский поэт, баснописец, журналист и критик (умер в 1814).
- 28 марта — Рамон де ла Крус, испанский драматург (умер в 1794).
- 2 апреля — Кэтрин Маколей, английский историк, писательница и философ (умерла в 1791).
- 28 апреля — Жан-Франсуа Кэльява д’Эстанду, французский писатель, поэт, критик (умер в 1813).
- 7 мая — Ян Юрий Прокоп Ганчка, монах, языковед и автор богословских сочинений. Писал на верхнелужицком языке (умер в 1789).
- 2 сентября — Иоганн Фридрих фон Кронек, немецкий поэт (умер в 1758).
- 6 сентября — София фон Ларош, немецкая писательница (умерла в 1807).
- 7 сентября — Элизабетта де Гамбарини, английская певица, автор сборников песен на итальянском и английском языках (умерла в 1765).
- 28 сентября — Пьетро Наполи Синьорелли, итальянский историк культуры, научный писатель, драматург (умер в 1815).
- 26 ноября — Уильям Купер, английский поэт (умер в 1800).
- 12 декабря — Эразм Дарвин, английский поэт (умер в 1802).
- 24 декабря — Густав Фредрик Гилленборг, шведский писатель (умер в 1808).
- Точная дата неизвестна
  - Козмас Баланос, греческий священник, математик, педагог и писатель (умер в 1808).
  - Карло Денина, итальянский историк, императорский библиотекарь в Париже, автор многочисленных сочинений о Древней Греции, о Пруссии и Фридрихе Великом, о Германии (умер в 1813).
  - Сергей Васильевич Друковцев, русский литератор (умер в 1786).
  - Мозес-Эфраим Ку, немецкий поэт и переводчик (умер в 1790).
  - Пьер Рене Лемонье, французский драматург и либреттист (умер в 1796).

## Скончались
- 12 января — Фёдор Поликарпович Поликарпов-Орлов, русский писатель, переводчик, издатель, лексикограф, автор одного из главных русских словарей XVIII в. — «Лексикона треязычного».
- 5 марта — Абду-ль-Гани ан-Наблуси, мусульманский учёный и поэт (род. в 1641).
- 7 апреля — Михаил Иванович Ширяев, русский поэт, любимец императора Петра Первого (род. в 1680).
- 24 апреля — Даниель Дефо, английский писатель и публицист.
- 11 мая — Мэри Эстел, английская писательница (род. в 1666).
- 26 декабря — Антуан Удар де Ламотт, французский поэт, драматург и либреттист (род. в 1672).